# 薛宝
薛宝（？—？），字僧陁，夏州义丰县（今陕西省延安市）人 ，北周、隋朝官员。

## 生平
北周天和六年（571年），薛宝袭爵房阳公，食邑二千户，加右亲卫大都督。开皇九年（589年），南陈的残余势力挑起事端，薛宝跟随柱国、襄阳公韦洸前往镇压。同年十月，薛宝奉命将广州的少数民族首领送到京城长安，又奉敕令将该首领送回岭南。到达岭南后，薛宝出任九州慰劳大使，前往安州时遇到疾病，在安州去世。开皇十三年（593年）十月，薛宝的棺木送回家中。开皇十四年岁次甲寅正月丙申朔十四日己酉（594年2月9日）葬于长安县丰浩乡浩碑里。

## 墓志
薛宝墓志出土于西安南郊，志石今存民间。志文20行，满行20字，正书，有方界格。盖题9字，3行，每行3字，阴文正书，无界格。志石长宽均42厘米，志盖覆斗形，长44厘米、宽43厘米，志盖四杀无纹饰。墓志图文载在胡戟《珍稀墓志百品》。

## 家庭

### 祖父
- 薛苌生，北魏夏州主簿、第一领民酋长、云州刺史[1]

### 父亲
- 薛岳，北周使持节、仪同三司、定州刺史、房阳公[1]